# 車輪の国、向日葵の少女
『車輪の国、向日葵の少女』（しゃりんのくに ひまわりのしょうじょ）は、あかべぇそふとつぅより2005年11月25日に発売されたアダルトゲームである。ファンディスクの『車輪の国、悠久の少年少女』が2007年1月26日に発売されている。
2008年にブランド名「イエティ」、制作・開発「レジスタ」で、『車輪の国、悠久の少年少女』メインシナリオを含めた移植版が発表された。発売日、プラットフォームとも未定だった。
2010年6月24日にイエティによる開発の中止と、5pb.によるXbox 360への移植が発表された。発売日は2010年10月28日。Xbox 360版はWindows版にあった性描写はテキストとCGの差し替えによって削除されており、純粋な恋愛AVGとなっている。また、2012年2月23日にXbox 360版を完全移植したPlayStation Portable (PSP) 版が、2013年2月28日にはPlayStation 3 (PS3) 版が発売された。これら家庭用ゲーム機移植版には『車輪の国、悠久の少年少女』から「法月編」が収録されている。

## ストーリー
日本によく似たとある架空の国の物語である。その国では罪を犯すと懲役に代わり、その罪に応じた「特別な義務」が科せられ、その犯罪者は「特別高等人」という超法規的存在によって更生指導される。主人公・森田賢一はその特別高等人を目指す候補生である。最終試験の課題として、田舎町にいる3人の少女を更生するよう指示される。
全5章からなる構成であり、シナリオは「社会」「人間」をテーマに描かれている。

## 登場人物
森田賢一（もりた けんいち）
声 - なし
主人公。国立法都大学法学部特別高等科を飛び級で卒業、特別高等人候補生。あらゆる場面で状況を冷静に見据えており、行動力実行力共にずば抜けて優れている。だが、ある事情から麻薬（本人は「ハーブ」と言い張っている）を吸っているためか、時折独り言を言ったり、見えない誰かに話しかけたりといったおかしな言動を取ることがある。本来麻薬の所持は違法行為だが、法月は森田が社会に莫大な貢献をすることを条件に容認している。
特別高等人試験の一環で様々な技能を身に付けており、本編ではロッククライミングや測量、ティチングなど、その片鱗が幾つも登場している。ヒロインの三ツ廣さちからの呼称である「モリケン」はネット上でも度々使われている。自称ハードMだが、実際はそれほどでもない。容姿端麗なかなりの二枚目で、イケメンであることは自認している。
日向夏咲（ひなた なつみ）
声 - 新城麻奈
異性と接触してはいけない「恋愛できない義務」を持つ少女。おどおどしており、一人を好む。主人公とは幼馴染であり、7年前の内乱で行方不明になった友達の「ケンちゃん」を待ち続ける。学園の寮で一人暮らし。「どもどもです」などといった独特な言葉遣いがある。
三ツ廣さち（みつひろ さち）
声 - 芹園みや
特殊な薬を使い、疲れの取れない強制的な眠りを強いられる「1日が12時間しかない義務」を持つ明るい元気系の少女。学生寮でまなと二人暮らし。かつては絵画で賞をとったこともあるが、とある出来事をきっかけに自堕落に陥り現在はネット為替にはまる毎日を送る。「アガる」「サガる」などといった独特な言葉遣いがある。
大音灯花（おおね とうか）
声 - 紫華すみれ
親権者の命令を強制される「大人になれない義務」を持つ少女。母親である京子の命令でクラスの委員長を務めるが、性格はややうっかり者。父親は離婚したらしく、現在は京子と2人で暮らしている。かなりの甘党。口癖は「ぶっこぉすぞ!」で、これは「ぶっ殺すぞ!」が舌足らずでそういう発音になっている。
本人は料理に興味があり、将来は料理の専門学校に行きたいと願っているが、京子の命令で料理をすることはおろか、台所に近付くことすら許されていない。彼女の左腕には生々しい火傷の痕が残っており、数年前に自分の誕生日を祝おうと慣れない料理に挑戦しようとした京子を台所で不用意に邪魔してしまい、その時に火傷を負ってしまったことが原因で台所に近付くことを禁止されたらしい。
樋口璃々子（ひぐち りりこ）
声 - 籐野らん
主人公の姉（血はつながっていない）。かなりのS。国立法都大学へ進学するため、町から出て行った後は行方不明となる。
南雲えり（なぐも えり）
声 - 倉田まりや
主人公と同じ特別高等人候補生の少女（主人公よりは年上）。周囲から『天才』と称されている程の博識で、今回の最終試験合格の最有力候補とまで呼ばれている。
まな
声 - 神月あおい
さちと一緒に生活をしている少女。南方の異国人でかつての内乱の戦災孤児。スーパーでアルバイトをして、さちの部屋のクローゼットを寝床としている。出自の関係からろくに教育を受けていないはずだが、その割に賢い。過去のさちの栄光を知っており、絵をもう一度描いてほしいと思っている。
卯月セピア（うづき セピア）
声 - 盛啓介
本名は磯野一朗太（いその いちろうた）で、「卯月セピア」は自称。主人公のクラスメイトで彼にやたら絡んでくる。童話作家を自称しており、メルヘンな話が大好きな他、戦争の話も好む。時折ことの本質を突く発言をすることがある。髪の毛を気にしており、髪に触るなどをすると怒る。
大音京子（おおね きょうこ）
声 - 風音
灯花の母であり、主人公と同じ大学を卒業しており、学園で教師を務める。年齢は30代前半だが、とてもそうは思えない程の美しい容姿をしている。学園では人気があるが、娘には厳しく接する。娘と同じく舌足らずで、「ぶっ殺すぞ」が「ぶっこぉすぞ」になっている。
灯花を養っているのだが料理が苦手であり、食事はいつもコンビニの弁当か外食で済ませており、足りない栄養分はサプリメントで補わせている。そのため余計に食費がかかっており、母子家庭ということもあって家計は苦しいようである。
法月将臣（ほうづき まさおみ）
声 - さとう雅義
舞台となる町の特別高等人で、主人公の指導者かつ試験官。通称とっつあん。非常に優秀な特別高等人（賢一曰く「一万人は同時に監督している」）であるが冷酷で厳格な性格で、何を考えているのか分からない。長年の付き合いでもある賢一でさえ、彼自身については足を怪我していること以外ほとんど知らない。
樋口三郎（ひぐち さぶろう）
声 - なし
故人。元特別高等人。7年前の内乱の首謀者で、国からは「革命家」ではなく、「テロリスト」「過激派アナキスト」として扱われる。

## キャラクター人気投票騒動
あかべぇそふとつぅのサイトでキャラクター人気投票が実施され、男性キャラの法月将臣が1位という結果となった。しかし、その得票数の大半がイタズラによるものであることが分かり、あかべぇそふとつぅはネットでの全ての投票を無効とし、ユーザーアンケートハガキの票のみを有効票とする措置を取った。その結果はファンクラブ会報でのみ公表され、1位は大音灯花、法月将臣は5位となっている。

## 製作スタッフ
- 企画・シナリオ - るーすぼーい
- 原画 - 有葉（あるふぁ）
- プログラム - SIN?

### サウンド
PC版
オープニングテーマ 「紅空恋歌 （あかぞられんか）」
- 作詞・作曲・歌 - 片霧烈火
- 編曲 - Morrigan
- ヴァイオリン演奏 - Weisswurst

挿入歌 「そらの隙間」
- 作詞 - 上條貴史
- 作曲・編曲 - MANYO
- 歌 - 片霧烈火

エンディングテーマ 「祝福の大地、暁光の世界」
- 作詞・作曲・歌 - 片霧烈火
- 編曲 - Morrigan

Xbox 360版
オープニングテーマ 「白日夢」
- 作詞 - AKKO
- 作曲 - ikutaMachine
- 編曲 - 尾澤拓実
- 歌 - 片霧烈火

BGM
- tiko-μ, Morrigan, 如日, まつ

## 漫画版
イエティによるコンシューマ移植発表に先駆ける形で『月刊コミック電撃大王』（アスキー・メディアワークス）2008年7月号より2011年2月号に連載、作画は宇佐美渉。単行本は全3巻。
ゲーム版の第2章であるさち編で終わっており、ストーリーは完結していない。連載最終回では「灯花、夏咲と続いていく試験。気になるキミはゲームでチェックしよう！」という編集部によるコメントが末尾ページに書かれていた。

## 批評
『ファミ通』2013年3月7・14日号にて本作のPS3版のレビューが掲載された。4人のレビュアーがそれぞれ9, 8, 7, 8点をつけて40点満点中32点となり、ゴールド殿堂入りとなった。レビューでは、「伏線の張りかたや物語の組み立てが絶妙」「シナリオが秀逸で、それぞれ異なる義務を背負うヒロインたちがドラマチックに描かれている」「独特の舞台設定とそれに基づくストーリーがおもしろい」などのシナリオに対する言及があった。キャラクターデザインに関しては、ヒロインが魅力的という意見もあったが、キャラクターデザインに時代を感じるとの意見もあった。